# Francisco de Toledo
Francisco Álvarez de Toledo, más conocido como Francisco de Toledo (Oropesa, 10 de julio de 1515 - Escalona, 21 de abril de 1582) apodado El Solón Virreinal, fue un aristócrata y militar de la Corona de Castilla, que fue el quinto Virrey del Perú. Ocupó dicho cargo desde el 30 de noviembre de 1569 hasta el 1 de mayo de 1581, un total de once años y cinco meses. Si bien para la mayoría de los historiadores fue el más importante de los virreyes del Perú y ha sido elogiado como el “supremo organizador” del inmenso virreinato, por darle una adecuada estructura legal, afianzando importantes instituciones indianas, en torno a las cuales giró la administración del país durante doscientos años, para otros fue el gran tirano de los indígenas por haberlos explotado de forma exagerada, al conservar la mita minera del Imperio Inca, pero tergiversando su sentido original, y por haber ordenado la ejecución del último inca de Vilcabamba, Túpac Amaru I.

## Biografía

### Nacimiento y primeros años
Francisco de Toledo nació el 10 de julio de 1515 en el Castillo de Oropesa perteneciente a la noble familia Álvarez de Toledo. Fue el cuarto y último hijo del II conde de Oropesa, Francisco Álvarez de Toledo y Pacheco, y de María de Figueroa y Toledo —primogénita de Gómez Suárez de Figueroa, II conde de Feria, y de su segunda esposa, María Álvarez de Toledo, hija de los I duques de Alba de Tormes—. Su nacimiento se produjo al tiempo que fallecía su madre, lo que influyó en su talante serio y taciturno. Sus tías María e Isabel se encargaron de su crianza.
Al cumplir los ocho años se trasladó a la corte del rey Carlos I de España para servir como paje de la reina consorte Isabel de Portugal. Aprendió latín, historia, retórica y teología, además de esgrima, música, baile y modales cortesanos.

### Al servicio del emperador Carlos V

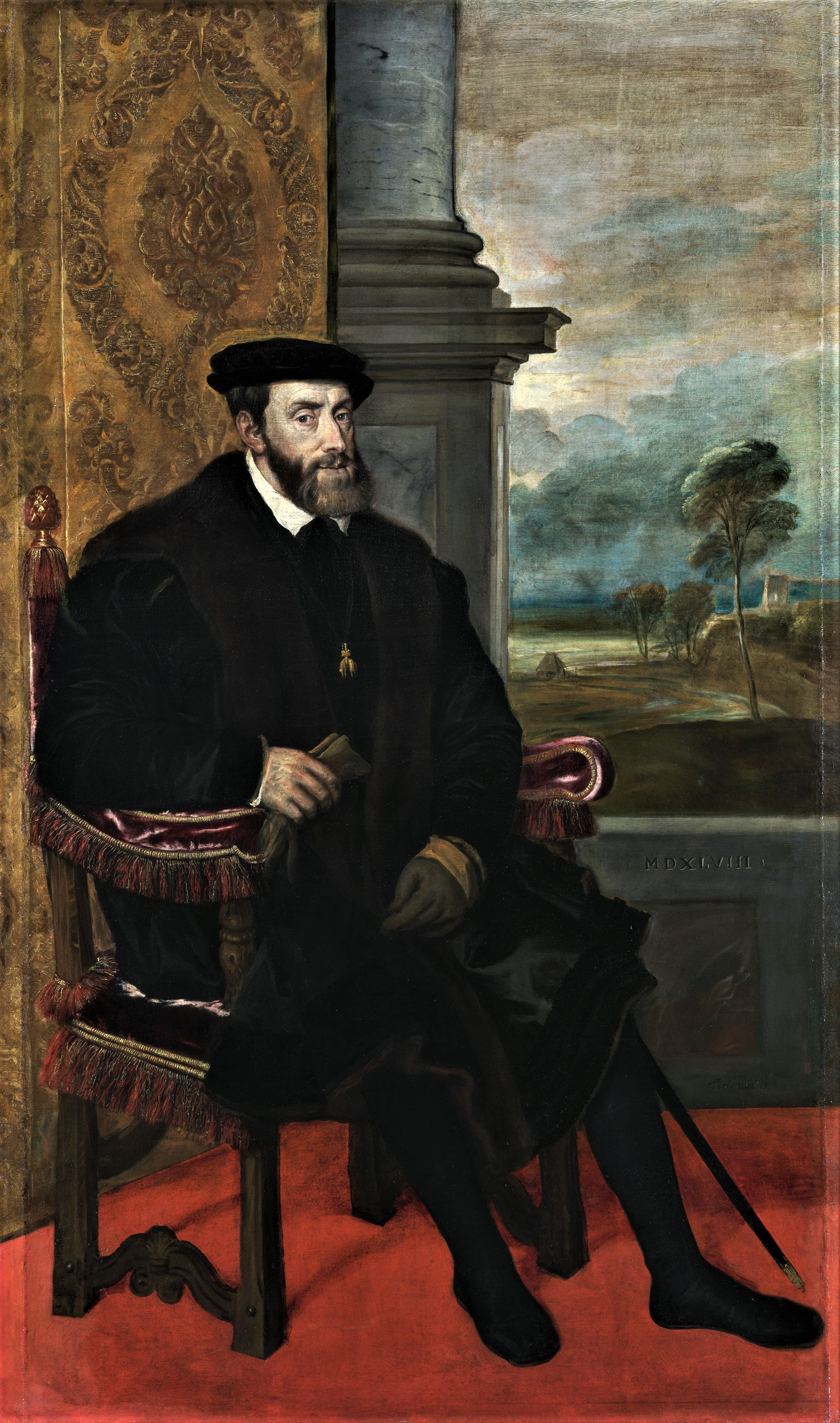
El rey Carlos I de España y emperador Carlos V del Sacro Imperio Romano Germánico

Francisco de Toledo tenía quince años cuando en 1530 el rey Carlos I lo aceptó en su casa. Acompañó al emperador hasta sus últimos días en las más variadas circunstancias tanto de paz como de guerra. Este contacto personal con el monarca, de quien adoptó la prudencia política, el “maquiavelismo” y la tendencia a buscar contrapesos entre sus colaboradores, le serviría de provechosa experiencia para su labor gobernativa posterior.
En 1535, cuando tenía veinte años, fue investido con el hábito de caballero de la Orden de Alcántara, una orden religioso-militar, y en 1551 se le dio en esta corporación la encomienda de Acebuchar.
La primera acción militar en la que intervino fue la expedición a Túnez en 1535, gran triunfo de las tropas imperiales sobre los turcos otomanos a quienes arrebataron dicha plaza del norte de África. Siguiendo al emperador en su recorrido por Europa, el joven Francisco Álvarez de Toledo pasó por Roma, donde Carlos I desafió al rey de Francia Francisco I, lo que desencadenó otra guerra con dicho país (la tercera del reinado del emperador), entre los años 1536-1538. Tras la firma de la paz, Álvarez de Toledo regresó a España y marchó más tarde a Gante, en Flandes. Participó enseguida en la expedición a Argel, importante plaza turca del norte africano, campaña que culminó en fracaso debido al mal tiempo (1541).
En los años siguientes continuó al servicio de las armas imperiales, aunque también participó en las dietas, juntas y concilios. Era una época muy turbulenta, pues, además del embate de los turcos otomanos, se producía el avance del protestantismo en Alemania, región bajo órbita imperial. En todo este tiempo Álvarez de Toledo estuvo cerca del emperador Carlos V.
Conoció las negociaciones de España con Inglaterra para iniciar una nueva guerra contra Francia.
Se ocupó de los asuntos de Hispanoamérica, interesándose respecto del estatus jurídico que debían tener los indios. Estuvo en Valladolid cuando fray Bartolomé de las Casas presentó ante una junta de teólogos el texto de la Brevísima relación de la destrucción de las Indias y supo de la redacción de las Nuevas Leyes de Indias que tanto revuelo provocaron en el Perú.
Partió de Barcelona en 1543 con el emperador, rumbo a Italia y Alemania, durante la cuarta guerra contra Francia. Participó en las batallas de Güeldres y Düren.
En 1556 se produjo la abdicación de Carlos I y su consecuente viaje a España, y el 12 de noviembre, camino del monasterio de Yuste, hizo su entrada en el Castillo de Oropesa, ubicado en Jarandilla de la Vera, donde fue hospedado por su propietario, el III conde de Oropesa, Fernando Álvarez de Toledo y Figueroa, quien era hermano de Francisco y que también recibió al anciano exmonarca. La estancia duró hasta el 3 de febrero de 1557 en que culminaron las obras de Yuste, última morada de Carlos I. Ambos le sirvieron hasta su fallecimiento en 1558.
Los años siguientes los dedicó Álvarez de Toledo a actividades relacionadas con la Orden de Alcántara. Entre 1558 y 1565 permaneció en Roma, donde participó en las discusiones y la definición de los Estatutos de la Orden, como procurador general.

### Nombramiento como Virrey del Perú
Fue mayordomo en la casa del rey Felipe II, hijo y sucesor de Carlos I, y asistió en calidad de delegado regio al concilio provincial de Toledo de 1565. Tuvo el decisivo apoyo que le otorgó el cardenal Diego de Espinosa, presidente del Consejo Real de Castilla, durante las deliberaciones de la Junta Magna de 1568. Entre los resultados de la junta, donde se tomaron acuerdos importantes sobre la organización administrativa de las Indias, surgió el nombramiento de Álvarez de Toledo como virrey, gobernador y capitán general del Virreinato del Perú, el 30 de noviembre de 1568.
A fines de diciembre de 1568 salió de Madrid y tras visitar a sus familiares llegó a Sevilla el 23 de febrero del año siguiente; se embarcó en Sanlúcar de Barrameda el 19 de marzo, en la armada que conducía el general Diego Flores de Valdés. Llegó junto con su secretario Eusebio de Arrieta, quien desempeñara como secretario del santo oficio limeño, la misma familia Arrieta establecida en Lima y Tarma.

### Muerte
Ya viejo y enfermo, Francisco Álvarez de Toledo se retiró a vivir sus últimos días en la villa de Escalona, falleciendo el 21 de abril de 1582.

### Testamento
Francisco Álvarez de Toledo, en su testamento, efectuó numerosas disposiciones que se ocuparon de los indios y que continuaron con sus obras después de su fallecimiento. En la Cláusula V el ex virrey dejó establecido:

Y asì mismo, mando que se digan otras quinientas misas... en España... por la conversión de los indios naturales de este Reino...

Y en la Cláusula XXIV dispuso:

Y mando que se den 500 ducados de limosna al hospital de Potosí de los indios naturales y otros 300 al hospital de los naturales de la ciudad del Cusco y otros 500 ducados al hospital de los naturales de esta Ciudad de los Reyes, es para lo de mis testamentarios mandaren se haga los dichos hospitales más en servicio de Nuestro Señor y beneficio de los pobres.

### Sus restos
Oropesa, la ciudad natal de Francisco Álvarez de Toledo y en la que descansan sus restos mortales, le debe la construcción del Convento de San Bernardo y el Colegio de los Jesuitas, que datan de 1590. En 1605, sus restos fueron trasladados a la ya terminada Iglesia de San Bernardo –planificada por el arquitecto Francisco de Mora, discípulo de Juan de Herrera, en estilo barroco clasicista– y depositados al pie del altar mayor. Sin embargo en la actualidad residen en la Iglesia de Ntra. Sra. de la Asunción, en un rincón sin mención alguna. De hecho, la Iglesia ha descanonizado la Iglesia de San Bernardo.

### Efemérides
En 2014, y con el fin de conmemorar el V Centenario del nacimiento de Francisco Álvarez de Toledo y ensalzar su figura y sus obras, el Ayuntamiento de Oropesa y Corchuela, en la provincia de Toledo, convocó un concurso de ideas para la realización de una escultura que será ubicada al aire libre, diseñada a tamaño real con una altura de 2 metros, sin limitaciones de peso, y se construirá en bronce resistente, que soporte el deterioro, situándose sobre peana de granito. La escultura ganadora fue "Camorza" de Óscar César Alvariño Belinchón (de Manzanares el Real).
Como parte de esta efemérides, la diputada nacional de España, Rocío López, desde la Comisión de Cultura, propuso recordar a Francisco Álvarez de Toledo a través de la emisión de una estampilla o sello de Correos de España en el que aparece un retrato del personaje sobre el mapa de Perú. La emisión se hizo efectiva el 23 de octubre de 2015 a través del procedimiento de impresión en offset papel engomado, con un tamaño de sello de 40,9 por 28,8 mm.

## Arribo al Perú

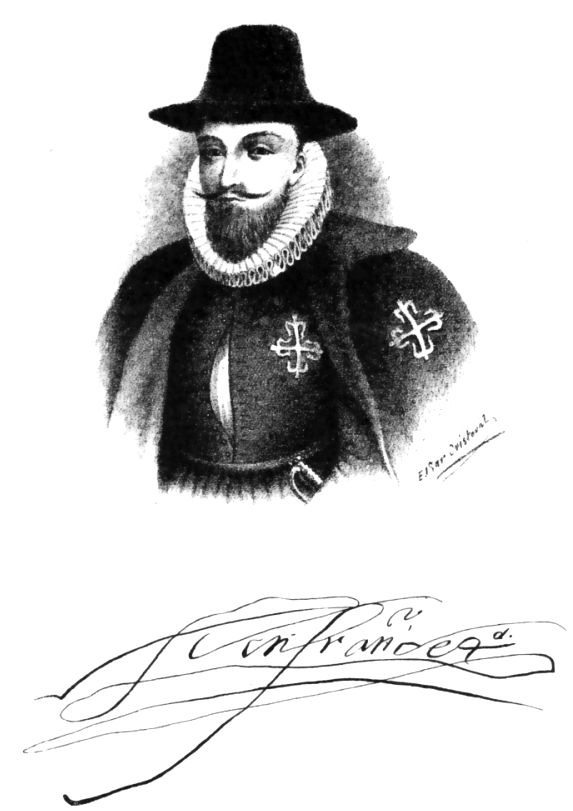
Francisco Álvarez de Toledo y su rúbrica. Grabado de Evaristo San Cristóbal,. Es la clásica imagen del virrey según la descripción de los cronistas: vestido de negro riguroso, espada al cinto y con una gran cruz verde de la Orden de Alcántara en el pecho.

El Virreinato del Perú era entonces inmenso: se extendía por una gran parte del territorio de América del Sur, desde Panamá hasta el extremo sur del actual territorio continental de Argentina, incluyendo las Audiencias de Panamá, Bogotá, Quito, Lima, Chile y Charcas. Quedaban excluidos Venezuela y Brasil.
Francisco Álvarez de Toledo arribó al Nuevo Mundo y desembarcó en Cartagena de Indias el 8 de mayo de 1569
Su figura sólida y físicamente imponente debió impresionar a cuantos encontró, no solo por su ascetismo y el rir de su presencia física, sino por los modales y manera de hablar, cargado de seriedad y de fortaleza. A punto de cumplir 54 años, en la madurez adulta de su vida, el virrey Álvarez de Toledo era de convicciones firmes, con valores personales propios, de una conducta moralmente intachable, de exagerada sobriedad, sentimiento reformador, gran liderazgo, audacia ilimitada, perfeccionismo a ultranza y de talante altivo. No estaba casado y eso le permitía volcar todas sus energías al servicio de Dios, el rey y España.
Su eficacia en el mando quedó demostrada de inmediato: no bien desembarcó en Cartagena estableció los derechos de aduanas, levantó un hospital, artilló la plaza y expulsó a algunos franceses allí asentados. Tres semanas más tarde llegaba a Nombre de Dios, en Panamá, continuando su obra organizadora: instaló un hospital para marineros enfermos, cambió la localización de la ciudad y el puerto, que trasladó a un lugar llamado Porto Bello, envió a la península ibérica a los españoles casados y encerró a los soldados y marineros en actitud de rebeldía. Se trasladó por tierra a la ciudad de Panamá, ordenó la construcción de caminos y vías, resolvió los conflictos de intereses enfrentados, estableció el derecho de almojarifazgo, reunió a los indios en nuevas reducciones y persiguió a los negros cimarrones que asolaban la región.
Desde Panamá avisó su llegada y envió una embajada a Lima, la capital virreinal, explicando el sentido de su misión gobernadora. Navegó hasta Manta (costa del actual Ecuador) y continuando por tierra alcanzó Piura a principios de septiembre de 1569. El día 15 de octubre fue recibido con toda solemnidad en Trujillo; el 26 de noviembre llegó a la chacra de Barrionuevo, cerca de Lima, donde recibió el saludo del gobernador Lope García de Castro, la Real Audiencia, vecinos notables y prelados religiosos; y finalmente el 30 de noviembre ingresó a Lima, pasando bajo los arcos de triunfo que se habían levantado en su honor. El arzobispo de Lima Jerónimo de Loayza lo recibió en la Catedral.

### Primeras medidas

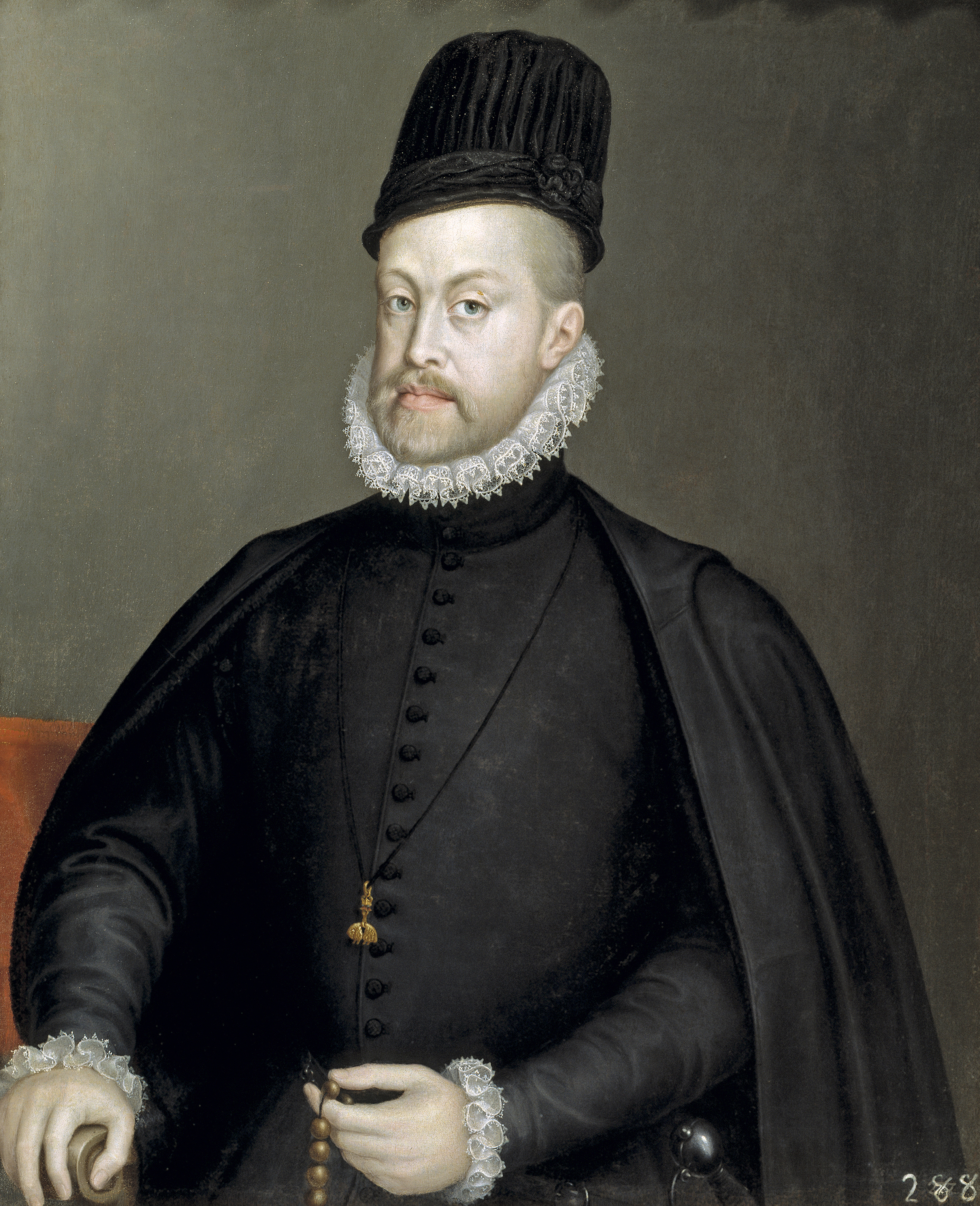
El rey Felipe II de España.

Posesionado pues del gobierno virreinal, Álvarez de Toledo permaneció en Lima durante un año, a fin de superar la crítica situación que halló, caracterizada por el enfrentamiento con la Audiencia, los abusos generalizados, el incumplimiento de las normas, la falta de respeto a la autoridad, la inaplicación de las leyes, la miseria y dispersión de los indígenas, el abandono de las minas y las rebeliones de españoles, criollos e indios.
En este tiempo, supo rodearse de los mejores conocedores de la situación y con su apoyo inició de inmediato una formidable obra de legislador y reformador, por lo que mereció el título de "Solón del Perú", que le otorgara el insigne jurista limeño Antonio de León Pinelo. Su labor transformó el virreinato, aseguró la soberanía de la Corona castellana y profundizó el pasado incaico.
Durante esos primeros meses de gobierno tomó las siguientes medidas:
- Nombró corregidores en las ciudades más importantes.
- Creó el cargo de protomedicato encargado de la supervisión del ejercicio de la medicina.
- Restableció el servicio de las armas.
- Reordenó los libros de leyes y la actividad de los funcionarios reales revisando su sistema salarial.
- Reorganizó la Real Hacienda.
- Exigió de los sacerdotes y prelados el estricto cumplimiento de las normas emanadas del Concilio de Trento.
- Creó los llamados "obispos de anillo" o auxiliares.
- Instaló el Tribunal de la Inquisición.

Su correspondencia con el rey, a lo largo de estos meses, demostró el alcance y la amplitud de la labor emprendida en estos campos.
Tenía por delante una inmensa tarea, dedicada a la administración civil. En primer lugar, para resolver el problema de los indios estaba obligado a reunirlos en poblados o reducciones, pero al mismo tiempo tuvo que recomponer la caótica situación de los repartimientos y reordenar el funcionamiento de las encomiendas, pervertidos con el paso del tiempo. Quedaban muchas vacantes de encomiendas y su asignación provocó protestas y enfrentamientos con quienes reclamaban un supuesto favoritismo y discriminación. Fue una tarea interminable, que le ocupó a lo largo de todos los años de mandato.

### La visita general al Perú (1570-1575)
Siguiendo las recomendaciones del rey, Álvarez de Toledo se propuso llevar a cabo la visita de los territorios a su cargo, algo que nunca se había producido debido a lo dilatado del Virreinato del Perú y que sin duda sería una tarea muy agobiante. Este proyecto, con el fin de reconfigurar la economía, territorio y sociedad andina de los Reynos del Perú, se propuso los siguientes objetivos:
- El desarrollo de un nuevo libro sobre tasas de tributos.
- Consolidar la administración de justicia para proteger a los indios.
- Lograr congregar poblaciones indígenas en pueblos de reducción.

Cumpliendo con sus deberes salió de la ciudad de Lima el 22 de octubre de 1570, acompañado de su secretario Álvaro Ruiz de Navamuel y de los hombres más sabios y conocedores del medio, entre los que se encontraban el cosmógrafo e historiador Pedro Sarmiento de Gamboa y el naturalista Tomás Vásquez. Más adelante se les uniría el licenciado Juan Polo de Ondegardo, el insigne Juan de Matienzo y el religioso cronista José de Acosta. 
Estos acompañantes, como Diego Núñez Bazán (encargado del repartimiento de indios de Sipesipe), fueron visitadores generales y recibieron órdenes e instrucciones sobre como debían proceder con base en los mismos objetivos ya mencionados, además de dotarles de poderes políticos para intervenir en la práctica judicial de las localidades regionales y lograr restablecer la paz social tras tanto caudillaje producto de las guerras recientes en los territorios. Siendo así que se les dio indicaciones de poner fin a los excesos en las tasas del tributo (cobrando tales montos ilegales los encomenderos, caciques, y otras gentes de poder que debían ser reprimidas), además de la obligación para moderar y solucionar múltiples situaciones de litigios por propiedades o de abusos contra los campesinos e indígenas del pueblo llano y la República de indios (pudiendo Mediar o Arbitrar). Más específicamente, les mando a reaccionar contra cualquier persona que, contra los indios.

"[…] hubiere hecho malos tratamientos y otros agravios en cualquier manera, procediendo contra ellos, haciendo las informaciones y averiguaciones necesarias para saber y averiguar la verdad, castigando a los culpados y conociendo y determinando cualesquier pleitos de indios, ansí los que de nuevo se comenzaren, como los que estuvieren pendientes ante cualesquier justicias"

En los cinco años que duró esta visita de inspección, el virrey Álvarez de Toledo realizó un extraordinario recorrido de unos 8000 km, el cual se dividió en dos etapas: en la primera el itinerario fue el siguiente: Lima - Huarochirí - Jauja – Huamanga y Cuzco. En el Cuzco permaneció dos años para luego continuar la visita en una segunda etapa, con dirección a la Provincia de Charcas, siendo el itinerario seguido el siguiente: Checacupe - Chucuito - Juli - La Paz - Potosí - La Plata. Luego de una desafortunada expedición contra los chiriguanos del sureste de Charcas, retornó a Lima, vía Arequipa y el mar.
La larga visita tuvo incidencias. Tras ingresar a la sierra por Huarochirí, el 20 de noviembre de 1570, arribó a Jauja, donde estableció nuevas reducciones o poblados de indios. Allí quedó asombrado al encontrar allí una montaña de expedientes judiciales, pues los lugareños eran dados a los pleitos interminables. Práctico como era su costumbre y para demostrar la inutilidad de tales papeles los echó todos a la hoguera. A continuación, construyó iglesias y resolvió injusticias, mientras ordenaba recuperar las tradiciones y costumbres de los antiguos incas.
El 15 de diciembre entró en Huamanga, la actual Ayacucho, ocupándose de algunas obras. Centró su atención en las ya famosas minas de mercurio de Huancavelica hacia donde mandó un inspector. También ordenó la construcción de una nueva población, Villa Rica de Oropesa, actual Huancavelica y el reagrupamiento de los poblados de indios.
Llegó a Cuzco a mediados de febrero de 1571 para permanecer en la antigua capital inca hasta el 5 de octubre de 1572, una larga estadía llena de acontecimientos y de fecunda actividad administrativa. Impresionado por la grandeza de sus edificaciones y su numerosa población, trató de recuperar las instituciones y leyes del Incario, reconociendo su innegable valor y procurando adaptarlas al gobierno de los indios. Amplió y mejoró las reducciones, cuyas tierras entregó en propiedad, proyectó la construcción de iglesias, escuelas y hospitales y aprobó la institución de los cabildos de indios, lo que permitió su autogobierno. También se preocupó por la situación de los encomenderos, colectores de los tributos de los indios que tenían asignados, lo que obligaba a su cuidado y catequización, así como a levantar escuelas y hospitales e incluso el pago de sus servicios en caso de necesitarlos.
De este modo, se iba dotando el virreinato de un marco jurídico estable, que habría de permanecer inalterable durante más de doscientos años. Desde Cuzco, Álvarez de Toledo gobernó, administró y transformó la difícil realidad que había encontrado en todas partes, con un tesón y una paciencia admirables. Fue por ello, al Virrey de mayor actuación en la historia de Perú.
Como resultado, los visitadores (como personas que poseían experiencia conocimientos en el ámbito del Derecho) terminaron interviniendo en disputas por la posesión de cacicazgos y ordenando multas contra encomenderos y caciques que se hallaran culpables de maltratos a los naturales, o por incumplimiento de obligaciones pactadas ante la ley. Con ello, tuvieron que sancionar la desobediencia indígena y ponerle fin a pleitos relacionados con la propiedad sobre la tierra. Aquello demostraría que el espectro de problemáticas sociales, de los que los visitadores tuvieron que hacerse cargo, ha de haber sido muy amplio, razón por la cual se designaban personas Licenciadas y profesionales en el terreno de la administración de justicia (habiendo desempeñado de fiscales, oidores, abogados de las Reales Audiencias o Alguaciles mayores del rey), acompañados de hombres de armas (como los capitanes y nobles) junto a vecinos relacionados con la localidad visitada. Finalmente, los visitadores generales, en casos muy problemáticos para su resolución, también podían realizar la redistribución de las tierras en posesión de españoles e indios, para asegurar la concentración de los naturales en los pueblos de las reducciones de indios, aunque bajo la condición de que los españoles lograran garantizar siempre compensaciones económicas a los afectados (usualmente los indígenas, a los que les sobraban tierras).

"[…] proveeréis que a los indios que se reduxeren a otros pueblos, no se les tomen ni quiten las chácaras y tierras que tenían en los pueblos que despoblaren, como estén dentro de una legua de los pueblos donde se reduxeren, de manera que sin vexación ni alejarse de sus casas, las puedan labrar; y no lo estando, se quitarán para poder con ellas hacer recompensa a los españoles e indios a quien se le quitaren tierras para la dicha redución"

El objetivo primordial era lograr satisfacer a todas las partes, concediendo a cada involucrado lo que le correspondería según su condición, buscando un equilibrio entre los intereses de los españoles en asegurar sus nuevas posesiones, y a los indios en poder mantener su sustento económico a través de sus formas de vida tradicional con la tierra:

"[…] asi dejo contentos a todos los españoles por les quedar segura su hazienda y a los yndios porque les dan plata para sus necesidades comunes y no tienen necesidad de las tierras porque les sobran muchas para las que an de menester para su sustentación."
licenciado Juan de Matienzo, oidor de Charcas

Sin embargo, una decisión muy controvertida de su gobierno fue el sometimiento de Túpac Amaru I el cuarto y último inca de Vilcabamba quienes fueron los cuatro incas después de Huáscar y Atahualpa, después la conquista del Perú, y seguían tratando de refundar el Imperio incaico. Como consecuencia de la ruptura por los incas del Tratado de Acobamba, Francisco de Toledo envió un ejército a Vilcabamba, bajo el mando de Martín Hurtado de Arbieto, quien logró derrotar y capturar al último inca Túpac Amaru I. En un acto público que quiso ser ejemplarizador, el último inca fue ajusticiado en septiembre de 1572 en la Plaza Mayor del Cuzco.
Este hecho, así como otras decisiones que tomó Francisco Álvarez de Toledo, atizaron el crecimiento de una fuerte animosidad en contra suya de parte de algunos funcionarios, sacerdotes y encomenderos, insatisfechos y quejosos de las disposiciones del virrey.

### Visita a la Villa Imperial de Potosí (1572)
Después de dos años de permanecer en el Cuzco, pasó al territorio de Provincia de Charcas, en la que permaneció otros dos años más. En el camino se encontró con Lope García de Castro, el anterior gobernador que retornaba luego de inspeccionar la Audiencia de Charcas.
Luego de llegar a La Paz, Álvarez de Toledo se dirigió apresuradamente a la Villa Imperial de Potosí, sede de una de las más notables minas de plata del mundo.
De la obra Historia de la Villa Imperial de Potosí de cronista Bartolomé Arzans, se conoce que el 29 de agosto de 1572 el cabildo de Potosí había tomado disposiciones para el recibimiento del virrey Toledo, quien ingresó el 23 de noviembre de 1572, alegrando y aplaudiendo su venida con 15 días de costosísimas.
Desde Potosí promulgó una serie de decretos relativos a la producción minera y al trabajo de los indios, recuperando la antigua mita de los incas como sistema de producción. Luego de permanecer seis meses en dicha villa, pasó a La Plata, sede de la Audiencia. Tuvo tiempo para escribir al rey Felipe II en defensa de su gestión y trató de rebatir los argumentos de sus enemigos.
Toledo inició su gobierno en 1569 llevando a cabo una visita al virreinato, consiguiendo información sobre la demografía del territorio y la organización administrativa incaica. Según Luis Capoche,"...halló en la tierra mucha disminución de la potencia de plata que había tenido, por haberse acabado los metales ricos de este cerro...".

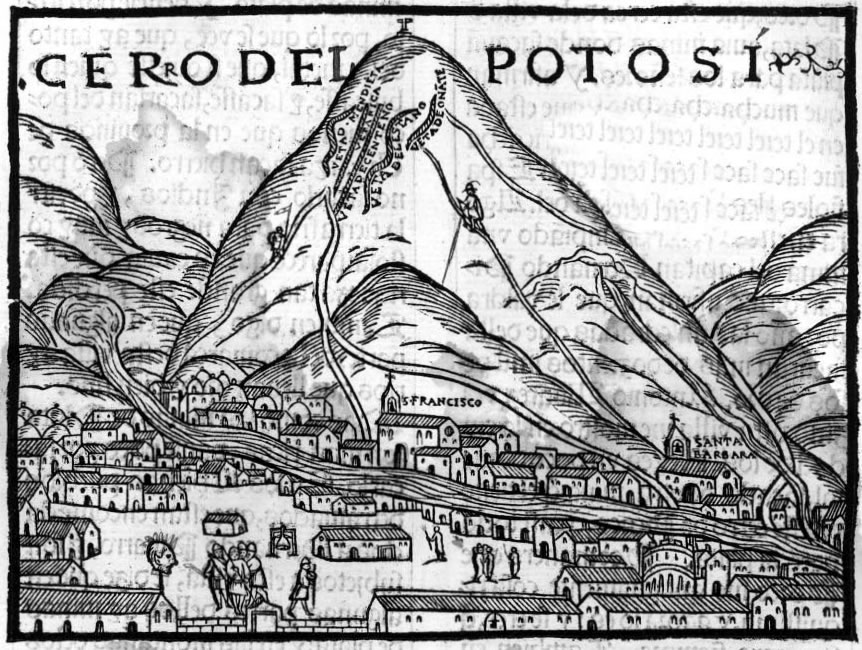
Potosí. La primera imagen en Europa. Pedro Cieza de León, 1553.

La situación general de Potosí en tiempos de Francisco Álvarez de Toledo era próspera. Arribó a la Villa Imperial el 23 de noviembre de 1572, conduciendo una profunda reorganización en función de los intereses virreinales y consolidó su economía con la introducción de la técnica de la amalgama, que hasta ese entonces estaba estancada. Es considerado el organizador de la Villa Imperial de Potosí ya que estableció las bases de lo que sería el circuito productivo de la plata: la producción o extracción de la plata del Cerro Rico, el procesamiento de la plata mediante el sistema de amalgamación en los ingenios y la transformación de la plata en la Real Casa de Moneda de Potosí.
La población había crecido considerablemente, y solo a la llegada del virrey Toledo, comenzó la organización urbanística, por iniciativa y obra de este ilustre gobernante.
A él se debió la urbanización de la ciudad de Potosí ya que efectuó sobre ella el tradicional trazo de damero que mandaban las ordenanzas de los reyes Carlos V y Felipe II, para las ciudades mediterráneas. Amplió las calles y plazuelas, ubicó en la plaza mayor al centro, e inició la construcción de nuevos edificios públicos que la rodearon, como la Casa de Moneda, Cajas Reales, Iglesia Mayor y, al parecer, también el Cabildo. Finalmente quedó mejor distribuida la Villa Imperial al dividirse la población española e indígena, separadas por la Ribera, que con la edificación de ingenios y lagunas, inició la industrialización sistemática de Potosí.
Los dueños de minas, llamados las "Ordenanzas de la Mita", que establecían la conscripción forzosa del elemento indígena en el trabajo de las minas. El primer repartimiento se hizo el 1.º de abril de 1573, con 3733 indios. El sistema de la Mita, como es bien sabido, tuvo consecuencias desastrosas para la población autóctona, que hubo de soportar al trato más inhumano que pueda concebirse, no obstante de contar con amplia legislación a su favor.
Su siguiente objetivo fue el sometimiento de los indios chiriguanos, que se hallaban en pie de guerra y mantenían la alarma en toda la región situada al sudeste de Charcas, donde años atrás se fundara Santa Cruz de la Sierra. Álvarez de Toledo envió primero una misión de inspección y reconocimiento al territorio de los chiriguanos, y luego él mismo partió con una expedición de 400 españoles y de un número regular de indios auxiliares (la mayoría jaujinos). Era fines de mayo de 1574. Se produjo un enfrentamiento con los chiriguanos quienes adoptaron la táctica de la “tierra arrasada” es decir se retiraron gradualmente arrasando todo a su paso. La escasez de provisiones empezó a causar estragos entre los españoles a la que se sumaron las enfermedades por la insalubridad del territorio. El mismo Virrey enfermó de calenturas, lo que le obligó a retirarse, llegando a Chuquisaca con los restos de su maltrecha expedición. La empresa fue un fracaso total, pues el objetivo de dominar a los chiriguanos no se cumplió.
Tras una corta estancia en La Paz, Álvarez de Toledo emprendió el regreso a Lima, pasando por Arequipa, a la que tituló "noble y leal", y donde continuó su incansable tarea de legislador, con el propósito de corregir los abusos que seguía encontrando. Luego bajó a la costa y desde Quilca navegó hasta el Callao. El 20 de noviembre de 1575 arribaba a la capital tras cinco años de ausencia y habiendo cumplido satisfactoriamente la visita general.

### Fundación de la Casa de Moneda
Se evidencia que a un año de autorizar la fundación de una Casa de Moneda en el virreinato, en 1.º de octubre de 1566, el Lic. Lope García de Castro informaba a S.M, el inicio y el trazo de la Casa de Moneda, exhortando que envíe técnicos que sepan hacer moneda y mande un par de oficiales de confianza. Al año siguiente, se expresaba que aunque se hagan dos casas de moneda: una en la ciudad de los Reyes y otra en La Plata, no existen oficiales que sepan hacer, exhortando se envíe para este propósito.
Bajo esta información, se tiene el dato que ya en 1567, había sugerencias o intenciones de construir una Casa de Moneda en la ciudad de La Plata, por estar en las proximidades a las minas de plata existentes en Potosí, un lugar de extracción y producción del mineral.
Cuando don Francisco de Toledo asume el cargo el 26 de noviembre de 1569, tuvo que afrontar muchos problemas se quejaba que “desde diez legua de la Ciudad de los Reyes acá, no sólo no corre moneda acuñada, pero aún ni un real he visto ni que se haya”. Incluso anterior al gobierno de Toledo, el Lic. García de Castro y oficiales reales, informaban el problema de la circulación monetaria en el virreinato mediante carta en 15 de enero de 1565, a saber:

En esta tierra corre por moneda una plata menuda que llaman corriente la qual anda por quintar y mucha della falisan los yndios aziendolo de cobre y plomo con color falssa que le suelen dar por manera que los que con ello contratan rresçiben mucha perdida asi en el pesso como en el poco balor que tiene y si hubiese moneda toda esta plata se consumyria en mejor y fundiendosse para labrar moneda se cobrarya el quinto de ella para vuestra magestad[…]

En una “Carta a S. M. del Virrey D. Francisco de Toledo, sobre negocios y materias tocantes a hacienda” emitida desde Cuzco el 1.º de marzo de 1572 refleja varios puntos o capítulos referidas a la administración y gobierno del virreinato y del estado en que estaba la hacienda real y del aumento de ella, además de referirse a la necesidad de hacer desaparecer el uso de la plata corriente para que tenga efecto, previa consulta con las autoridades respectivas y entendidos en la materia. Recomendaba la necesidad de trasladar la Casa de Moneda a la ciudad de La Plata, que estaba cercano a las minas de plata donde podría acuñar más cantidad y que “costeara menos en la lauor de la moneda labrándose en el lugar donde está la plata”.
Al parecer dicha resolución quedó sin efecto, al referirse más adelante en la misma carta de que la Casa de Moneda se instale en la Villa de Potosí y no en la ciudad de La Plata, justificando que los costos de producción sería menos además evitando los trajines o transporte de la plata a otro lugar desde el centro de producción o del cerro rico:

La uilla de potosi entendido la determinación que ay de fundar esta casa de moneda en la ciudad de la plata a salido a la causa pretendiendo por sus cartas y rrelaciones que me ha hecho que se funde en la dicha villa y no en la ciudad para esto alegan sus rrazones en especial que se costeara menos en la lauor de la moneda labrándose en el lugar donde esta la plata que no en otro donde por fuerça se aya de costear en trajines llenándolo alla y que los yndios y personas pobres que quisieren labrar de su pobreza alguna moneda que les sera costoso llenarla y traerla aquellas diez y ocho leguas demás de las quales ay otras rrazones mas fundamentales como es que auiendose de sacar la plata de potosí para llenarla a labrar a la plata parece que se abriría camino para sacar plata corriente y que sacada vna vez de potosi se podría fácilmente derramar por el rreyno y finalmente si en potosi ouiese el abasto de leña y mantenimientos y de tan buen precio como en la plata no ay duda sino que conuernia ponerla allí aunque la haría alguna falta no rresidir el audiencia en el mismo asiento de aqui a que se aya de asentar la casa aura tiempo para mirar lo que se deua hazer y acordarlo con más deliberazion.

En una provisión años después, reitera y confirma que por su orden se mandó a fundar la ceca de Potosí, quien argumenta de la siguiente forma: Provisión Real de 26 de junio de 1574
Avos los oficiales rreales de la rreal aza de su magd que rresidis en la Villa ynperial de Potosí sabed que Jhoan de Yturrieta tesso de la cassa de la moneda que por mi mandado esta fundada en la dha Villa me ha ssido hecha rrelacion diziendo que por ser la dha casa nueba y por no entender los Vezinos y moradores della y tratantes y mercaderes el Veneficio de la dha moneda no an metido ni meten a labrar[…]

### Últimos años de su gobierno
En los cinco años siguientes permaneció en Lima, aunque sin descuidar la gobernación del grandísimo virreinato. Su salud se hallaba entonces quebrantada por el mal de gota y los cálculos vesiculares.
En esos años realizó abundantes obras públicas, canalizaciones de aguas, construcción de diques y puentes sobre el río Rímac, hospitales y escuelas en la zona de Lima y sus alrededores, además de la reconversión de la Universidad de San Marcos y el deslinde de poderes con la Audiencia y con la Inquisición. En 1579 se produjo la sorpresiva incursión del corsario inglés Francis Drake, lo que lo obligó a tomar medidas defensivas a lo largo del territorio del Virreinato.

### Fin de su gobierno
Sus continuos enfrentamientos con funcionarios eclesiásticos y civiles y su mal estado de salud, le obligaron a solicitar varias veces su cese, que fue continuamente rechazado, hasta que, vista las repetidas denuncias que llegaban a la corte, Felipe II decidió relevarle del cargo de Virrey, eligiendo en su reemplazo a Martín Enríquez de Almansa, por cédula del 26 de mayo de 1580.
Álvarez de Toledo permaneció en el cargo hasta la llegada del nuevo virrey, pero no esperó a que este entrara en Lima, y el 1.º de mayo de 1581 salió del Callao rumbo a España, vía Panamá. Su apuro se debía a la incomodidad que le generaría la posibilidad de un juicio de residencia ante la llegada del nuevo virrey, tomando como pretexto la urgencia en alcanzar la flota que esperaba en Nombre de Dios y que había de conducirlo a España junto con la plata destinada a las arcas reales. Tres días después el nuevo virrey desembarcaba en el puerto, contrariado por lo que consideró una descortesía de Álvarez de Toledo.
Tras un viaje de cinco meses, Álvarez de Toledo arribó a Lisboa, donde se hallaba entonces asentada la corte. Es fama que al presentarse ante el rey Felipe II este no le brindó todo el reconocimiento que esperaba, en parte porque le reprochaba ordenar la muerte del inca rebelde de Vilcabamba, Túpac Amaru I, y la persecución de su familia. Se dice que las palabras de reproche del rey fueron textualmente:

Marchaos a vuestra casa, que yo os mandé al Perú no para matar reyes sino para servirlos.

No parece verosímil esta versión ya que Túpac Amaru I había comenzado a ejercer un poder efectivo y no solo nominal y aún luego de su muerte, ocurrida en 1572, el rey Felipe II dejó a Álvarez de Toledo como virrey del Perú durante nueve años más. Lo cierto es que en la cédula por la cual se le reemplazaba, el rey hacía mención de lo bien que había servido Álvarez de Toledo durante los doce años que duró en el cargo.

## Obras y medidas de su gobierno
El virrey Álvarez de Toledo emprendió una vasta tarea de organización y, basado en un severo y permanente ejercicio de la autoridad, consiguió darle una adecuada estructura legal al Virreinato del Perú. Su labor supuso el afianzamiento de importantes instituciones, en torno a las cuales giraría la administración del país durante todos los sucesivos virreyes que le continuaron durante la dinastía de la Casa de Habsburgo y hasta las reformas del siglo XVIII que emprendiera la nueva dinastía de Borbón. Álvarez de Toledo aseguró, en definitiva, la sujeción del Perú a la Monarquía Hispánica o monarquía universal del rey Felipe II.
La visita general que realizó en el Perú entre 1570-1575 permitió a Álvarez de Toledo conocer la realidad del país. A donde no pudo ir envió a visitadores que tomaron nota de la situación y le enviaron sus informes. En base de todo ello revisó las anteriores ordenanzas, las complementó y dio otras nuevas.

### Ordenanzas del Perú
En el año 1573, el virrey Toledo promulgó las "Ordenanzas del Perú para un buen gobierno". Este conjunto normativo tuvo una importancia trascendental en la historia del Perú virreinal. Todo esta construcción legal se basaba en que el virrey era el centro de la administración del virreinato indiano, quien era poseedor de un poder absoluto y actuaba como el único representante del rey de España.
Estas ordenanzas, conocidas también como "Ordenanzas de Toledo", que fueron redactadas por los juristas Juan de Matienzo y Juan Polo de Ondegardo, reglamentaron todo aspecto de la vida virreinal: vida de las ciudades, cabildos, impuestos, administración de justicia, trabajo agrícola, minería, comercio, defensa.
Álvarez de Toledo tuvo como antecedentes en su redacción, tanto a las ordenanzas que había emitido para el Virreinato de México, el virrey Antonio de Mendoza y Pacheco, en 1537, como asimismo las anteriores para el propio Virreinato del Perú, por el virrey Pedro de la Gasca, en 1550.
Tal fue la importancia de las Ordenanzas del Perú que Álvarez de Toledo pasó a la posteridad con el calificativo del Solón Virreinal o el Solón del Perú.

En esas disposiciones se articulaba minuciosamente la vida cívica, laboral, pública y hasta aspectos de la vida privada de la población nativa, a fin de coordinar su desarrollo con la fórmula estatal implantada por la corona española. Es muy digno de destacar que con
el propósito de que ese sistema normativo no se apartara de las costumbres tradicionales, Toledo cuidó de recoger de la boca de los ancianos sobrevivientes de la época prehispánica informes acerca del régimen gubernativo imperante bajo el dominio de los Incas, noticias que a su vez fueron sistematizadas en forma de una historia por el cronista Sarmiento de Gamboa.

Estas ordenanzas tuvieron gran importancia en la juridicidad del virreinato peruano y fueron aplicadas durante más de 200 años, hasta 1786, en que fueron reemplazadas por otras.

### El problema de la perpetuidad de las encomiendas
Álvarez de Toledo envió asimismo a sesenta visitadores a todo el país, tarea que fue emprendida por personas de dilatados conocimientos y experiencia.
Enfocó con acierto el problema de la perpetuidad de las encomiendas. La discusión era si se debía o no dar a perpetuidad las encomiendas a los conquistadores y a sus descendientes, tema que se tocó en la Junta Magna de 1568 realizada en España, reunión donde se discutió sobre la mejor manera de administrar los virreinatos americanos y donde Álvarez de Toledo fue nombrado virrey del Perú. Álvarez de Toledo aconsejó al rey, inspirándose en las resoluciones del conde de Nieva, su antecesor en el Virreinato, en ceder solo algunas encomiendas a perpetuidad, las demás debían volver a la corona tras la muerte del encomendero o se darían por una o dos generaciones más. A pesar de la insistencia de los encomenderos, la Corona se mostró siempre reacia a dar encomiendas a perpetuidad, pues temía que el encomendero obtuviera un poder local que amenazara a la metrópoli, como sucedió años antes. El tema de las encomiendas nunca sería resuelto; en 1592, Felipe II suspendería toda polémica sobre dicho asunto. Problema estrechamente relacionado fue el de si se debían repartir las tierras entre los indios, lo cual fue rechazado de plano en dicha junta. Ya en el Perú, Álvarez de Toledo comprobó la magnitud del problema de la tierra: al repartirse los españoles las mejores tierras de cultivo, dejaban las menos productivas a los indios o los obligaban a emigrar. Todo ello, sumado a que la mita y el servicio personal restaban muchos brazos a la agricultura, así como la obligación del pago del tributo, sometieron a gran parte de la población indígena a una situación de pobreza extrema.
Al respecto del empoderamiento que estaban teniendo los conquistadores, en perjuicio de los indios, emitió la siguiente opinión, en la que considero que a Francisco Pizarro se le salió de las manos la administración eficiente de la justicia:

"El poco saber de hombre que tuvo el Marqués Dn. Francisco Pizarro, su primer Gobernador, que aunque ganó a Vuestra Majestad la tierra [del Perú], se muestra y se ve en la manera y composición y repartimiento que en ellas hizo, y en la desorden en que los puso plantando en los ánimos de la gente una viciosa libertad, donde se causó la desobediencia tiránica con un falso principio y fundamento de que toda esta tierra era suya a lo cual necesariamente se le siguió lo que suele que fue discordias de los que quisieron hacer cabezas [...] los primeros que conquistaron trataron más de leyes de libertad que de justicia y así usaron las de los arcabuzes que de las varas para administrarla,  y fueron de muy poca capacidad como letras".
F. De Toledo, 1570-1572

### Las reducciones de indios
El virrey Toledo se ocupó del ordenamiento demográfico del Perú. Su política se basó en la concentración de la población indígena en lugares estratégicos del territorio, combinando así las necesidades mercantilistas en boga.
A través de esta acertada planificación de la demografía poblacional obligó a los indios a vivir en reducciones, es decir en poblaciones de aborígenes con plaza mayor, iglesia, cabildo y solares propios. Hasta entonces la población indígena vivía dispersa en el territorio y dicha medida facilitaba la labor de los sacerdotes y las autoridades en general pero conspiraba con una organización social que se adecuara a las necesidades del nuevo virreinato y a las políticas públicas.
Las reducciones habían sido ya recomendadas por la Real Audiencia de Lima en octubre de 1549 y dispuestas por real cédula del 21 de marzo de 1551. Ya el anterior gobernador Lope García de Castro había reducido 563 poblados antiguos a solo 40.
Álvarez de Toledo acometió con mayor empeño tal tarea y creó la “República de indios”, reducciones de núcleos urbanos de más o menos 400 familias de naturales, con instituciones propias que contaron con el apoyo de los curacas y que fueron diseñadas especialmente para satisfacer la idiosincrasia indígena, que, si bien armonizaban con el resto de las instituciones indianas, presentaban características particulares de acuerdo a los usos, costumbres, necesidades y estilos políticos, sociales y económicos prehispánicos. Así la "República de indios" convivió con el sistema implementado para la "República de españoles".
Sin embargo, en algunos casos, al ser concentrados los indios en poblados y divididas las tierras en torno a nuevos linderos, se alteró profundamente el sistema tradicional de control de pisos ecológicos. Muchas tierras antes cultivadas fueron abandonadas por los indios y los españoles se apoderaron de ellas.
En carta al monarca Felipe II escribió el virrey

La mayor fuerza que para su seguridad acá se entiende, es que haya muchos pueblos, porque las casas y las raíces que en estos sitios tienen los pobladores, les hace desear la paz y la quietud... No se pueden gobernar estos naturales sin que los caciques sean los instrumentos de la ejecución, así en lo temporal como en lo espiritual, ni hay cosa que más pueda con ellos para el bien y el mal... Es necesario que estos caciques sean buenos, para que con su ejemplo se le pegue el bien, pues puede más una palabra destos para que dejen sus ídolos y otras maldades, que cien sermones de religiosos.

### Reglamentación de la mita
Reglamentó la mita, antiguo sistema de trabajo obligatorio por turnos que los incas implementaron para la construcción de obras públicas y que los españoles reimplantaron transformando su sentido original. Bajo los incas, el mitayo o trabajador indígena recibía la manutención del Estado y la retribución en bienes; en cambio, los españoles fijaron para cada mitayo un salario irrisorio, sumándose esta pesada carga laboral al tributo que el indio debía pagar al encomendero. De acuerdo a lo dispuesto por las ordenanzas, los pueblos indígenas debían proveer un número de trabajadores para la construcción de puentes, caminos y edificios administrativos y religiosos; para el mantenimiento de tambos o posadas; y para industrias tales como la extracción de minerales, las fábricas de paños (obrajes) y las estancias. Las más odiadas por los indios fueron la mita minera y la obrajera [cita requerida]

### Reglamentación del tributo indígena
Reglamentó la recolección del tributo indígena, exigiendo que el pago fuera hecho en moneda, pese a lo cual los indios siguieron pagando en especie. Estaban obligados a pagarlo los individuos de 18 hasta los 50 años, pero ambos extremos fueron arbitrariamente ampliados por los encomenderos, corregidores y caciques a quienes correspondía efectuar la cobranza, a fin de mantener así el rendimiento de la renta.

### Auge de la minería
Se produjo un auge de la minería, tanto por la mano de obra que la mita proveyó a las minas, como por la inclusión de la técnica de amalgama en el refinamiento de la plata que permitió incrementar considerablemente los volúmenes de producción. Incorporó las minas de azogue de Huancavelica a la Corona, debido a lo fundamental que era dicho metal en la amalgama. Es el llamado estanco por el cual el estado arrendaba tales minas a los mineros.
El mayor éxito que logró fue el resurgimiento del Cerro de Potosí, que fue explotado utilizando el tradicional sistema del Incario, y en una década, quintuplicó la producción del mineral de plata de doscientos mil pesos anuales hasta más de un millón de pesos.

### Obras urbanísticas
En la legislación que Álvarez de Toledo dictó en las "Ordenanzas" para el buen gobierno, las ciudades fueron un tema de especial atención por el virrey. En ese sentido realizó importantes obras de mejoramiento urbanístico en varios lugares, beneficiando a las ciudades con la edificación o restauración de sus casas de cabildos, hospitales, iglesias y cárceles, así como se preocupó por la provisión de agua, tanto en el Cuzco, como en Lima; en esta última culminó la obra que ya había iniciado el virrey conde de Nieva, con la llegada del agua al surtidor de la Plaza Mayor, lo que constituyó todo un acontecimiento.

### Recopilaciones de la historia de los incas

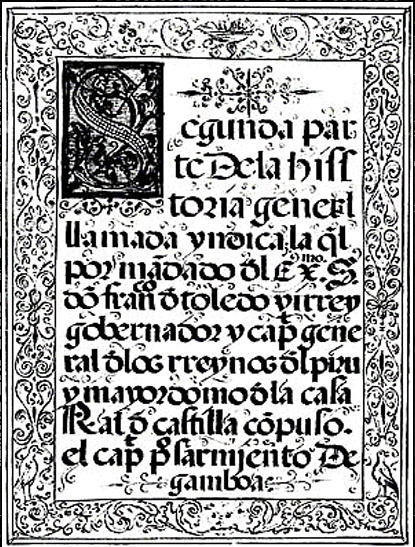
Portada de la Segunda parte de la crónica de Sarmiento de Gamboa, referente a la historia de los incas

Dirigió la recolección de informaciones sobre el Tahuantinsuyo, de la que se encargaron Juan Polo de Ondegardo y Pedro Sarmiento de Gamboa, con el propósito de discutir la legitimidad del señorío inca. Su intención era demostrar que el gobierno de los incas había sido una tiranía impuesta al resto de los pueblos y que por lo tanto la conquista española estaba justificada. Polo de Ondegardo escribió una Relación del linaje de los incas y como ellos extendieron sus conquistas, y Sarmiento de Gamboa redactó una Historia Índica. Ellos iniciaron la tradición de los llamados cronistas toledanos. El mismo virrey interrogó en sus viajes a los curacas, quipucamayocs y nobles incas y como resultado de ello redactó un “Informe” para el rey. También encargó confeccionar unos lienzos y tapices donde se fijasen los hechos más importantes de la historia de los incas, sus ídolos, la traza de sus templos y otros datos de interés, trabajo que se encomendó a los artífices indios más expertos. Estos paños, así como el “Informe” del virrey y la segunda parte de la Historia Índica de Sarmiento –referente a la historia de los incas– fueron enviados al rey en 1572, siendo portador del encargo don Gerónimo de Pacheco.
Todos estos informes, relatos, documentos e ilustraciones han sido de gran valor para el estudio del Incario.

### Reglamentación del cultivo y comercio de la coca
El consumo de las hojas de la coca por parte de los indios había llegado a tal extremo que se veían manadas de llamas cargadas con cestos de coca. La Iglesia condenó su uso pues lo relacionó con las antiguas prácticas idolátricas. Pero los españoles notaron que los indios rendían más en el trabajo luego del acto de “chacchar” (masticar) las hojas de coca y permitieron por ende su uso. Álvarez de Toledo creyó conciliar los opuestos puntos de vista mediante la reglamentación de su cultivo y comercio.

### Instalación del Tribunal de la Inquisición

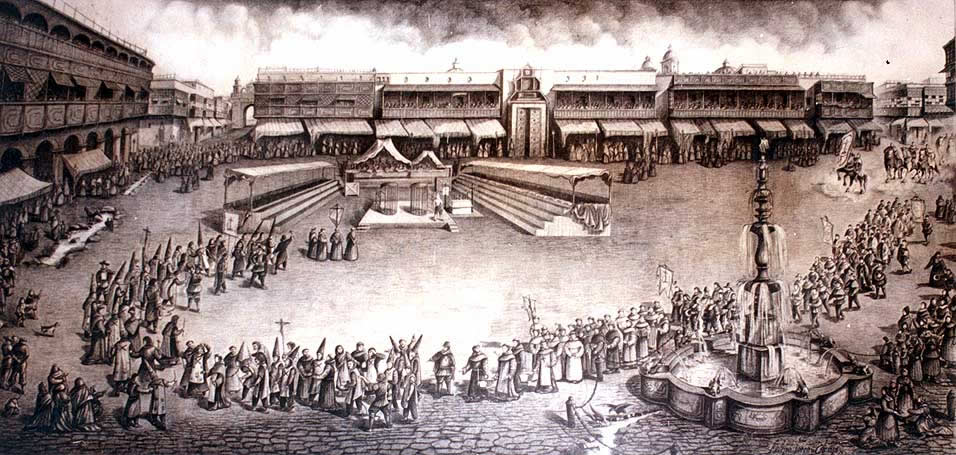
Celebración de un Auto de Fe en la Plaza Mayor de Lima

Se instaló el Tribunal de la Inquisición de Lima, creado por real cédula de Felipe II en 1569. Era una filial provincial del Consejo de la Suprema y General Inquisición española. Por recomendación de Álvarez de Toledo, fueron nombrados como primeros inquisidores de Lima el doctor Andrés de Bustamante y el licenciado Serván de Cerezuela. El primero falleció en pleno viaje, cerca de Panamá. Con la sola presencia de Cerezuela, el 29 de enero de 1570 fue establecido en Lima el Tribunal de la Inquisición, mediante acto solemne, realizado en la Catedral, con asistencia de las principales autoridades civiles y eclesiásticas. El tribunal tuvo a su cargo vigilar y sancionar las faltas graves contra la fe y los mandamientos, incluyendo vigilar la prohibición de la lectura y difusión de los libros incluidos en el Index de la Iglesia. Contaba para esto con un sistema de alguaciles e informantes. Los indios estaban fuera de su jurisdicción. El primer auto de fe se realizó el 15 de noviembre de 1573, oportunidad en que fue quemado Mateo Salado, un francés luterano acusado de blasfemia y herejía. Un segundo auto de fe se realizó el 13 de abril de 1578, siendo ejecutado el fraile dominico Francisco de la Cruz, quien dirigía al parecer una conjura de religiosos opuestos al gobierno.

### Instalación del Tribunal de la Santa Cruzada
Se instaló el Tribunal de la Santa Cruzada, en 1574, creado para cautelar la publicación de la Bula de Cruzada y la recaudación de las limosnas previstas en ella; bien para hacer la guerra contra los infieles de África, bien como penitencia o caridad para los hospitales u otra obra pía. A cambio de éstas eran dispensados los fieles de la abstinencia o el ayuno impuestos por la Iglesia.

### Ejecución del inca Túpac Amaru I

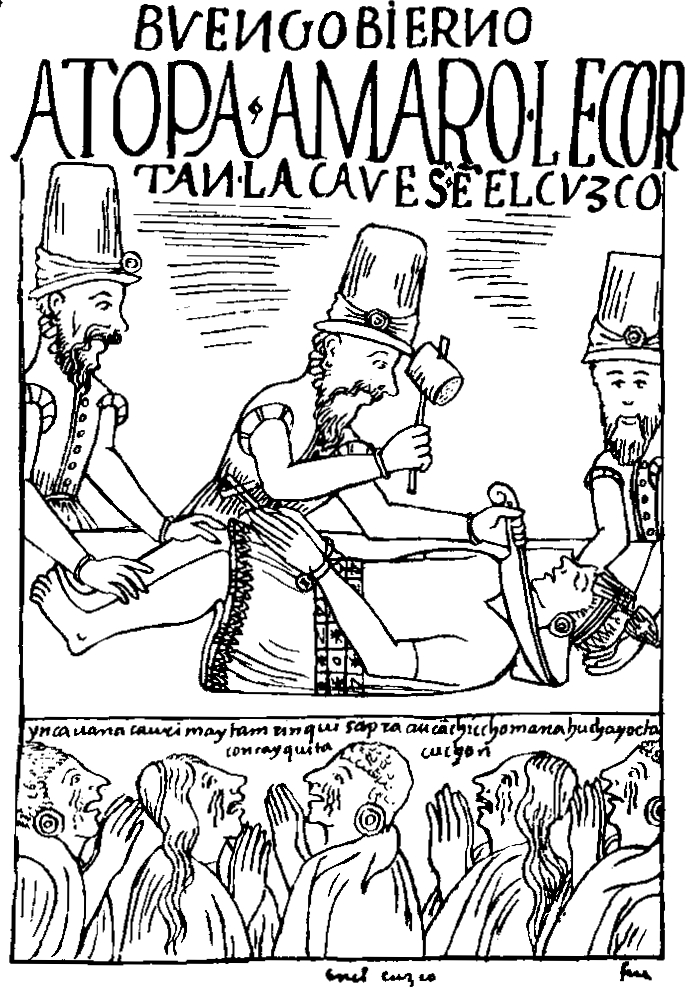
Ejecución del inca Túpac Amaru I, según un dibujo de Guaman Poma de Ayala.

El 24 de agosto de 1556, el anterior gobernador provisorio del Perú y presidente de la Real Audiencia de Lima, Lope García de Castro, había firmado con el tercer Inca de Vilcabamba, Titu Cusi Yupangui, el Tratado de Acobamba que acordó la paz entre la corona de Castilla y el reino de Vilcabamba. El rey Felipe II aprobó el acuerdo el 2 de enero de 1569.
Pero el repentino fallecimiento del inca Titu Cusi en 1570, probablemente a causa de una pulmonía, fue fatal para los misioneros agustinos que se establecieron en Vilcabamba tras el tratado y que en su afán de ayudar al inca para sanarlo, le dieron brebajes que los vilcabambinos pensaron era veneno. Los incas culparon al misionero Diego Ortiz, quien fue torturado y ajusticiado. La misma suerte corrieron los españoles y mestizos que se encontraban en Vilcabamba. Las hostilidades entre españoles e incas comenzaron nuevamente.
La élite buscó un sucesor y fue así que su medio hermano Túpac Amaru empuñó el cetro y se ciñó la mascapaycha a comienzos de 1571.
Los españoles, desconociendo la muerte del anterior inca, habían enviado rutinariamente dos embajadores para continuar con las negociaciones en curso. El último de ellos fue el conquistador Atilano de Anaya quien, tras cruzar el puente de Chuquichaca, fue capturado y ejecutado junto con su escolta por el general inca Curi Paucar. El crimen fue anoticiado por el cura de Amaibamba al virrey Francisco Álvarez de Toledo quien, el 14 de abril de 1572, declaró la guerra al inca de Vilcabamba basando su proceder en la ruptura del acuerdo de paz y en que el inca no había respetado "la inviolable ley de todas las naciones del mundo: el respeto a los embajadores".
Decidido a terminar con ese foco de latente hostilidad, organizó secretamente un ejército que salió de Cuzco bajo el mando de los capitanes Martín Hurtado de Arbieto y Juan Álvarez Maldonado al que se le sumó la tribu de los cañaris, enemigos de los incas. Después de una dura lucha con las fuerzas del inca, los españoles ocuparon Vilcabamba, siendo al capitán Martín García de Loyola a quien le correspondió el honor de capturar a Túpac Amaru, cuando huía con sus mujeres e hijos. El joven inca fue llevado a Cuzco y se le inició proceso por orden de Álvarez de Toledo. Se le acusó de rechazar las ofertas de paz, matar a los españoles enviados para negociarla y de ser rebelde y traidor, además de preparar una insurrección general. Fue condenado a muerte, lo que provocó numerosas peticiones de clemencia, tanto de notables indios como de españoles, civiles y religiosos, a las que el virrey no quiso atender.
La sentencia se cumplió en la Plaza Mayor del Cuzco, ante una multitud que lloró la muerte del inca, el 22 o 23 de septiembre de 1572.
El 24 de septiembre de 1572, el virrey español escribía al rey Felipe

lo que vuestra magestad manda acerca del Inga, se ha hecho

La cabeza del inca fue colocada en una picota, pero cuando la gente empezó a rendirle culto y a creer que la cabeza del inca no se deterioraba, el virrey ordenó que la retiraran.
No contento con todo esto, el virrey persiguió a los miembros de la familia imperial cuzqueña para evitar cualquier asomo de reivindicación incásica. Así ordenó el destierro de sus miembros, el que incluyó al propio hijo de Túpac Amaru, que contaba con tan solo tres años de edad, y los envió a México, Chile y Panamá, aunque posteriormente les permitió su regreso al Perú.
Los incas rebeldes extendieron luego el mito del virrey como un gobernante virreinal sanguinario, cruel y detestable, frente a la juventud, inocencia y timidez del último descendiente de los reyes incas. El Inca Garcilaso de la Vega, años más tarde, se encargó de amplificar y difundir esta imagen. En realidad, Álvarez de Toledo creyó estar cumpliendo su deber de gobernante y por eso actuó sin remordimientos de conciencia.

### Expedición a Chile
Atendiendo al pedido de los pobladores de Chile que enfrentaban la hostilidad de los indios araucanos, fue enviado a esa región un ejército de 250 soldados al mando del general Rodrigo de Quiroga, ya experimentado en esas lides. Este partió del Callao en abril de 1572, pero no logró ninguna victoria decisiva sobre los indios. Quiroga fue después nombrado Gobernador de Chile, cargo que mantuvo hasta su muerte, en 1580.

### Fracasada expedición contra los chiriguanos
Desde La Plata, en la provincia de Charcas, Álvarez de Toledo en persona inició una campaña para poner fin con la rebelión de los indios chiriguanos, que mantenían en zozobra la región del sudeste, vecina a la recién fundada Santa Cruz de la Sierra. La expedición no obtuvo el éxito que se había esperado, y el propio Álvarez de Toledo enfermó gravemente, debiendo retroceder (1574).

### Represión de brotes de insurrección
- Los hermanos Aguado, que se rebelaron contra la incorporación de las minas de azogue a la Corona, fueron ajusticiados.
- Destacó por su espíritu inquieto un vecino de La Paz llamado Gonzalo Gironda, quien rompió el sosiego de varias ciudades andinas y evadió más de una vez la prisión.
- Las disputas al interior de la hueste colonizadora de Santa Cruz de la Sierra fueron aplacadas, según orden de Toledo, con el estrangulamiento del caudillo Diego de Mendoza.
- Menudearon también las pendencias en provincias selváticas subordinadas a la jurisdicción de Quito.

### La Universidad de San Marcos: Real y Pontificia

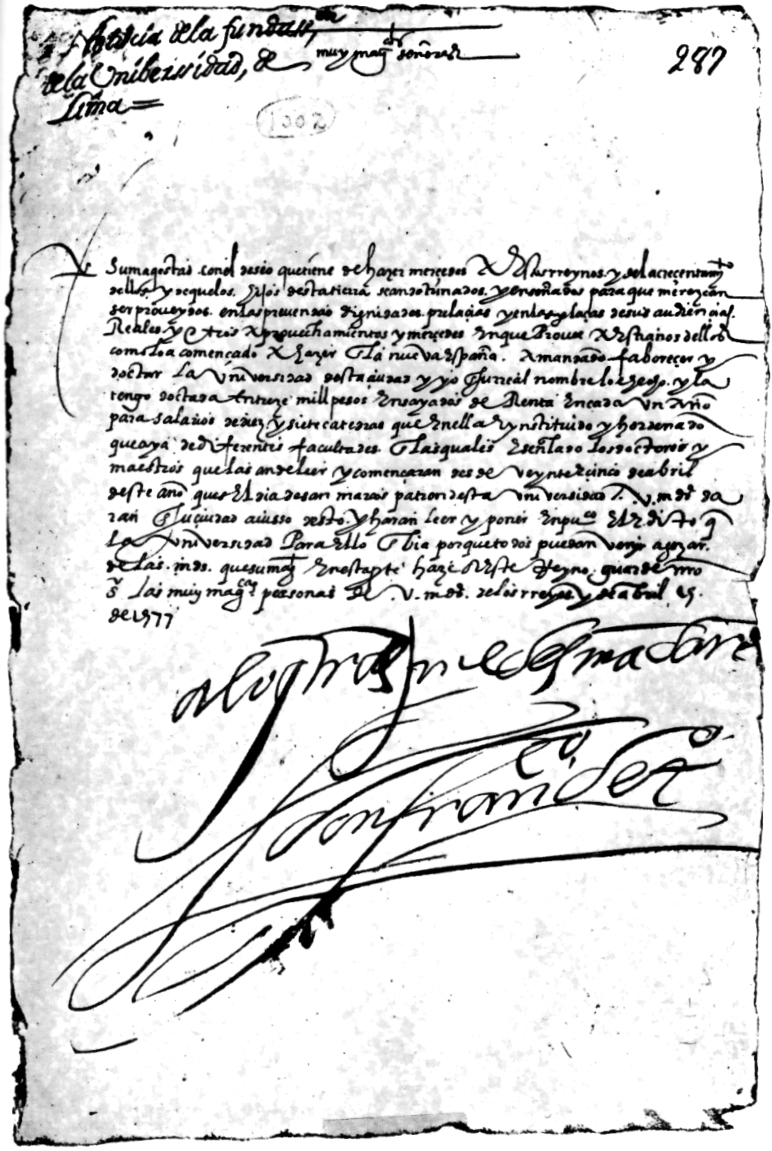
Facsímil de la provisión del Virrey Álvarez de Toledo, del 25 de abril de 1577, dotando con 13 000 pesos de renta anual a la Universidad de San Marcos

La Universidad de la Ciudad de los Reyes o Lima había sido fundada por real cédula del rey Carlos I, en 1551 y establecida en 1553 en los claustros del convento de Santo Domingo bajo la dirección de los dominicos, primera orden religiosa que llegara al Perú. Los primeros años de vida fueron precarios y oscuros, entre otras razones por la escasez de alumnos y la falta de rentas.
Desde su creación hasta 1571 el rector era el prior de la orden dominica. Pero durante este tiempo se fueron sumando profesores de otras órdenes religiosas, clérigos y laicos que tuvieron puntos de vista diversos al de los dominicos.
El virrey Álvarez de Toledo realizó, el 1 de junio de 1571, la primera reforma universitaria, secularizando la universidad al elegirse a un rector laico, el jurista doctor Pedro Fernández de Valenzuela.
Al mismo tiempo los dominicos obtuvieron del papa Pío V el breve Exponi Nobis, dado el 25 de julio de 1571, por el cual la universidad era también Universidad Pontificia. Dicho en otras palabras, mientras que la Universidad de la Ciudad de los Reyes fue Universidad Real estuvo dirigida por los frailes dominicos, en cambio, cuando se transformó en Universidad Real y Pontificia, se laicizó y quedó sometida de manera plena a la autoridad del monarca.
El virrey Álvarez de Toledo instaló sus aulas en un local apropiado, primero en un amplio terreno situado al lado de la Iglesia de San Marcelo, en 1574, y colocó –por sorteo– a la universidad bajo el patrocinio del evangelista San Marcos, el 20 de noviembre de 1574, llamándose desde entonces Real y Pontificia Universidad de San Marcos.
Posteriormente la mudó a una amplia casa situada frente a la Plaza de la Inquisición, ocupada hasta entonces por el Recogimiento de San Juan de la Penitencia para mestizas hijas de los conquistadores, en 1576. La dotó enseguida de trece mil pesos de renta anual, importantes recursos económicos para los salarios de las diecisiete cátedras instituidas, el 25 de abril de 1577, y, finalmente, promulgó las Constituciones con arreglo a las cuales se gobernaría ese centro de estudios, el 22 de abril de 1581.

### Fundación del Colegio Mayor de San Felipe y San Marcos
Complementando su labor educativa, Álvarez de Toledo ordenó la fundación del Colegio Real y Mayor de San Felipe y San Marcos, como un anexo de la Universidad y bajo la dirección del rector universitario, en 1575. Su propósito sería dar facilidades a los estudiantes pobres y proporcionar a los venidos de las provincias un cómodo y seguro albergue, librándoles de las casas de pupilos o de pensión. Recién el año 1592, el virrey García Hurtado de Mendoza completó la construcción del edificio.
También procuró difundir las letras entre los indígenas, ideando la erección de colegios para los hijos de caciques en Lima y Cuzco, aparte de lo cual recalcó la necesidad de enseñar a leer y rezar a todos los niños en las doctrinas. En esta tarea resultó fundamental la colaboración de los jesuitas.

### Controversia con los jesuitas
Tuvo una controversia con la Compañía de Jesús, a quienes quiso confiar algunas cátedras de la Universidad, a condición de que cerraran sus propias aulas. Los jesuitas se negaron pues ello significaba una limitación a su principal labor, esto es, dar una sólida formación a la juventud, y Álvarez de Toledo, en respuesta, cerró el Colegio Máximo de San Pablo de Lima. El trasfondo de esta disputa fue el deseo del Virrey de favorecer el despunte de la Universidad frente a un foco alternativo de notable calidad intelectual. El rey no aprobó tal proceder y por real cédula del 28 de febrero de 1580 ordenó la reapertura del Colegio, que solo se cristalizaría en el gobierno del siguiente virrey, Martín Enríquez de Almansa.

### La imprenta, la lengua quechua y las publicaciones sobre catequesis india
Durante el virreinato de Álvarez de Toledo se instaló la primera imprenta en el Perú.
El virrey, como fiel representante del renacimiento español, supo combinar sus obligaciones tanto hacia con su patria, su rey y su Dios.
Dado que fue un hombre profundamente creyente que fue influenciado fuertemente por su fe católica, se ocupó que esa religión fuese transmitida eficazmente a los indios. Consideró fundamental que para la catequesis de los naturales se utilizara el idioma quechua que el Incario había impuesto a las poblaciones indias, solicitud que fue aprobada por el rey quien también autorizó su pedido para la impresión del catecismo en la lengua inca. Recién en 1583, dos años después de la terminación de su mandato, el Tercer Concilio Limense dispuso la edición del “Catecismo de la Doctrina Cristiana, en quechua y aymara”.
Asimismo creó en la Universidad de San Marcos la cátedra de quechua, la que contó con la correspondiente autorización regia. Asimismo exigió a los alumnos universitarios el cursado de cierto tiempo en la mencionada cátedra a fin de que se tuvieran conocimientos sobre esa lengua general para la obtención de los títulos de grado de bachiller y licenciado.

### Fundación de poblaciones

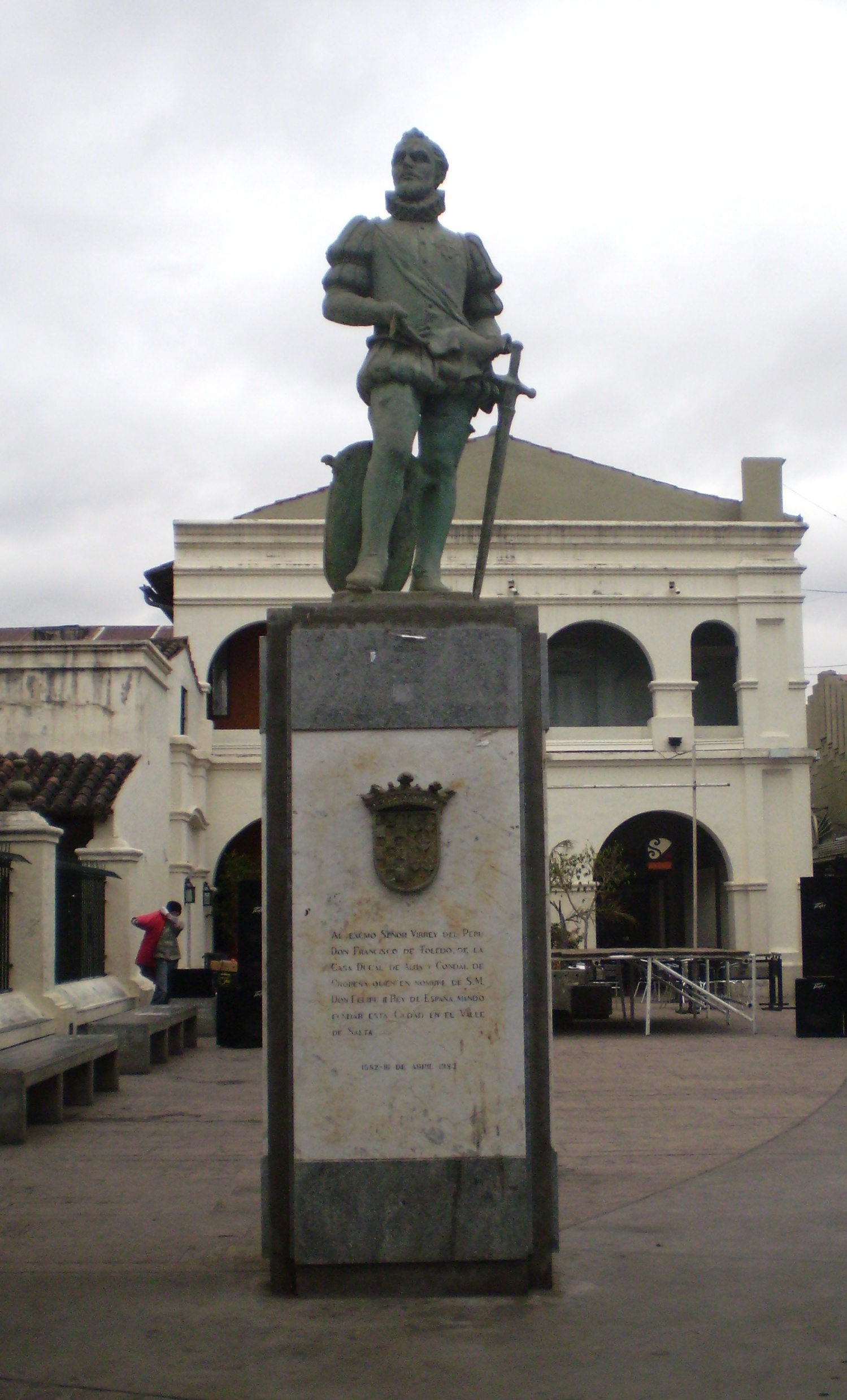
Monumento a Francisco Álvarez de Toledo ubicado justo al lado del Cabildo de Salta, Argentina.

El virrey Álvarez de Toledo llevó a cabo su idea de poblamiento del extensísimo Virreinato del Perú fundamentado en un claro objetivo que era el de lograr que las provincias tuvieran conexidad y anexión de forma tal que ellas se encontraran protegidas de levantamientos, con el convencimiento que una provincia se encontrara en condiciones de ir a auxiliar o socorrer a la otra, y viceversa.
Cumpliendo con ese ideario de estado el virrey se dedicó también a fundar numerosos poblados y ciudades como:
- La Villa de San Francisco de la Victoria de Vilcabamba, llevada a cabo por Martín Hurtado de Arbieto, el 4 de octubre de 1571, en homenaje a la prisión del último inca de Vilcabamba.
- La Villa Real de Oropesa, actual Cochabamba, en la zona central de la actual Bolivia, el 15 de agosto de 1571 por el Capitán Gerónimo de Osorio, según órdenes de Álvarez de Toledo, con la finalidad de crear un centro de producción agrícola para proveer alimentos a las ciudades mineras de la región, principalmente la ciudad de Potosí.
- La Villa Deleitosa de Oropesa, a unos veinte km al sureste del Cuzco, hoy en el distrito de Oropesa, provincia de Quispicanchi.
- La Villa Rica de Oropesa, hoy Huancavelica, en el centro de Perú, el 4 de agosto de 1572, en vista de la riqueza minera de la zona, pues era necesario un poblado donde albergar a los empresarios y trabajadores de las minas.
- La ciudad de Córdoba de La Nueva Andalucía, hoy Córdoba, en el centro de la actual Argentina, fundada por Jerónimo Luis de Cabrera el 6 de julio de 1573.
- La Villa de San Bernardo de la Frontera de Tarixa, hoy Tarija, actualmente perteneciente al sur de Bolivia, fundada el 4 de julio de 1574 por el capitán Luis de Fuentes y Vargas en un valle descubierto por exploradores, a orillas del río bautizado como Río Nuevo Guadalquivir ya que este antiguamente guardaba muchas similitudes al Río Guadalquivir de Andalucía, España.
- La ciudad de Salta, en el actual territorio de Argentina, fundada por Hernando de Lerma, el 16 de abril de 1582.
En cambio, no fomentó la realización de nuevas entradas pues ya se tenía experiencia de los nocivos efectos que originaba el asentamiento de pobladores no preparada en tierras de escasos recursos, donde no hacían sino promover levantamientos y abusar de los indios.

### Armada del Mar del Sur
Entre 1577 y 1579 las costas del Virreinato del Perú fueron sorpresivamente incursionadas por el corsario inglés Francis Drake.
Luego de recorrer las costas brasileñas y de la Patagonia, Drake ingresó por el estrecho de Magallanes hacia el océano Pacífico; asoló la costa de Chile y se presentó sorpresivamente en el Callao, el 13 de julio de 1579. Pero creyendo muy grandes las fuerzas del Virrey, no desembarcó y se limitó a cortar las amarras de los barcos que estaban surtos en el puerto y saquear una nave cargada de mercancías que venía de Panamá. Luego siguió su travesía con dirección a California y retornó a Inglaterra vía Oceanía y el cabo de Buena Esperanza, siendo el segundo en realizar la vuelta al mundo, después de la expedición española de Fernando de Magallanes y Elcano. La reina Isabel I de Inglaterra le concedió el título de sir a bordo de su navío, el Golden Hind.
Ante estos actos de corso el virrey Álvarez de Toledo proveyó la fortificación de la costa y el incremento de los navíos de guerra. Creó la Armada del Mar del Sur con la finalidad de otorgar la protección naval de la plata de Potosí. Patrullaba toda la costa del Pacífico, desde Tierra de Fuego a Centroamérica. Estaba formada por dos galeones y cuatro embarcaciones menores y tenía como base el puerto de El Callao.
También, para prevenir nuevas incursiones enemigas, en octubre de 1579 Álvarez de Toledo envió una expedición al estrecho de Magallanes al mando de Pedro Sarmiento de Gamboa, el primero en cruzar el estrecho de oeste a este.
| Predecesor: Lope García de Castro presidente de la Real Audiencia de Lima y gobernador interino del Perú | 5.º Virrey del Perú 1569 - 1581 | Sucesor: Martín Enríquez de Almansa |

## Obra escrita
- Toledo, Francisco de: Informaciones de Francisco de Toledo, Virrey del Perú.[30]